# Edward Howard House

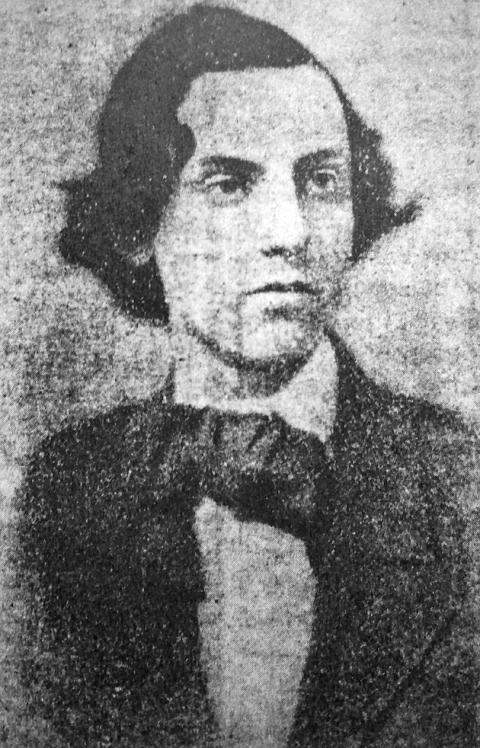
Edward H. House

Edward Howard House (geboren 5. Oktober 1836 in Boston (USA); gestorben 18. Dezember 1901 in Tōkyō) war ein amerikanischer Journalist, der bereits 1871 nach Japan kam.

## Leben und Werk
Edward Howard House kam 1871 nach Japan und begann an der „Kaisei Gakkō“ (開成学校), einer Vorläufereinrichtung der heutigen Universität Tōkyō, zu unterrichten. Seine pro-japanischen Ansichten machten ihn bei der japanischen Regierung sehr beliebt, insbesondere bei Ōkuma Shigenobu.
1873 gab House seine Arbeit an der Kaisei Gakkō auf, um 1874 als Kriegsberichterstatter die japanische Armee auf der Strafexpedition nach Taiwan zu begleiten. Mit Hilfe der Unterstützung der Regierung begann er ab 1877, eine englischsprachige Tageszeitung herauszugeben, die Tōkyō Times. Diese Tätigkeit gab er nach drei Jahren auf, war aber weiterhin als Journalist und Essayist tätig. Er setzte sich für die Verbreitung westlicher Musik in Japan ein.
House verfocht die Standpunkte der japanischen Regierung, was z. B. die Revision der ungleichen Verträge und die Außenpolitik allgemein anging. In Anbetracht seines Einsatzes für Japan ehrte ihn die japanische Regierung mit einem Orden und kam für seine Pension auf. Begraben wurde er auf dem Friedhof Yanaka in Tōkyō.